# 林沖霄
林沖霄（？—1645年），字斗客，直隸廬州府霍丘縣人，明朝、南明政治人物。

## 生平
天啓七年（1627年）舉丁卯科應天鄉試，崇禎七年（1634年）登甲戌科進士，八年任任崇德知县，九年丁憂歸。十二年起补鄞縣知縣。曾經在飢荒時建立義倉，捐出二百四十石賑災。升禮科給事中。
弘光時，林沖霄改任吏科，疏論江北四鎮不討伐逆賊，又彈劾副總兵劉福遠請求於報恩寺內興建鄭貴妃祠；同時他也曾上疏打破門戶，表明威儀、告誡天變，改正文體，加恤災黎，鼓勵忠義。入南京八月呈上十多件事，南京淪陷後他回鄉，不久卒。

## 引用
1. 1 2  錢海岳《南明史·卷三十三·列傳第九》：同時林沖霄，字斗客，霍丘人。崇禎七年進士。歷崇德、鄞縣知縣。大飢振䘏，立義倉，首輸二百四十石。晉禮科給事中。
2. ↑  《崇祯七年甲戌进士三代履历》：林冲霄，曾祖鼐；祖周，廪生；父肖生，廪生。□顶，诗二房，癸卯年五月初五日生，凤阳府霍丘县人，丁卯乡试，会一百五十三名，三甲二百七名，兵部观政，乙亥授崇德知县，丙子丁憂，己卯补鄞县。
3. ↑  錢海岳《南明史·卷三十三·列傳第九》：弘光初，改吏科，疏參四鎮不討賊，繼參副總兵劉福遠請於報恩寺內建鄭貴妃祠，以及破門戶，明等威，警天變，正文體，加恤災黎，鼓勵忠義。入垣八月，封事十數上，南京亡歸卒。